# التعليم في سوريا

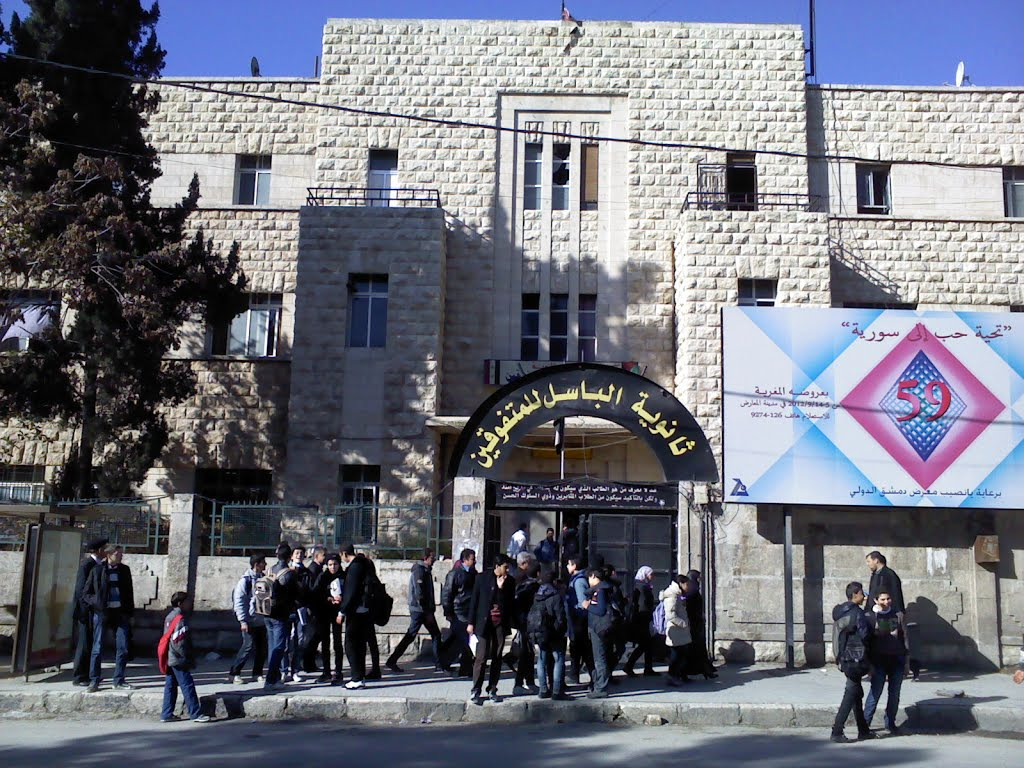
مدرسة ثانوية في حلب

يحظى التعليم في الجمهورية العربية السورية بالاهتمام والرعاية اللازمة من قبل الدولة، إذ يضمن الدستور السوري حق التعليم لكل مواطن. التعليم في المرحلة الابتدائية إلزامي ومجاني، أما في المرحلة الثانوية فهو مجاني لكنه غير إلزامي، في حين أن التعليم العالي متاح مقابل رسوم رمزية.
المرحلة الابتدائية في سوريا مقسمة إلى ثلاث مراحل: المرحلة الأولى وتشمل الصفوف من الأول إلى السادس، تليها المرحلة الثانية (المرحلة الإعدادية) والتي تشمل الصفوف من السابع إلى التاسع، وأخيرًا المرحلة الثالثة (المرحلة الثانوية) التي تضم الصفوف من العاشر إلى الثاني عشر.
ووفقًا لتعداد عام 2007، فإن 98٪ من المدارس في سوريا كانت مدارس حكومية (تُدار من قبل الدولة)، و1.8٪ مدارس خاصة، و0.2٪ مدارس تابعة لوكالة الأمم المتحدة لإغاثة وتشغيل اللاجئين الفلسطينيين (الأونروا) لخدمة الأطفال اللاجئين.
في عام 2007، بلغ عدد الطلاب في النظام التعليمي السوري نحو 8 ملايين طالب، منهم 4 ملايين في التعليم الأساسي، و1.4 مليون في التعليم الثانوي، و2.3 مليون في التعليم العالي. وبحسب معدل النمو السكاني في الفئة العمرية المدرسية، فقد كان من المتوقع أن يحتاج النظام التعليمي السوري إلى استيعاب مليون طالب إضافي في التعليم الأساسي والثانوي بحلول عام 2015.
ينقسم النظام المدرسي في سوريا إلى مستويين رئيسيين: التعليم الأساسي والتعليم الثانوي.
- الصفوف من الأول حتى السادس تُعد ضمن التعليم الابتدائي. ويُقسم هذا المستوى إلى حلقتين: الصفوف من الأول إلى الرابع تُعرف باسم "الحلقة الأولى"، بينما الصفان الخامس والسادس يُعرفان بـ"الحلقة الثانية".

- الصفوف من السابع إلى التاسع تُصنف تحت التعليم ما قبل الثانوي، أو "التعليم الإعدادي".
- الصفوف من العاشر إلى الثاني عشر تُشكّل التعليم الثانوي الأعلى، المعروف بـ"التعليم الثانوي"، وهو ما يعادل المرحلة الثانوية في أنظمة التعليم العالمية.

أما التعليم العالي، فهو من مسؤولية وزارة التعليم العالي.

## التاريخ
تعتبر سوريا عمومًا مركز حضاري هام في منطقة الشرق الأوسط، وفيها وجدت أول أبجدية متكاملة في التاريخ وهي الأبجدية الأوغاريتية.

### قبل وصول الإسلام
كان نظام التعليم يهتم بتعليم الكتابة على الألواح الطينية، ويسمى من يتقن ذلك كاتبًا.
ولم تكن المدارس كما هي معروفة اليوم، إنما كان لكل معلم حلقة علم خاصة به يقوم فيها بتعليم الطلبة فروعًا متنوعة من العلم وأهمها فلسفة، هندسة إقليدية، القانون، التجارة.

### في العصر الإسلامي

#### الدولة الأموية
أول من أنشأ المدارس كان عبد الملك بن مروان، وتركز اهتمامهم على التعريب وتاريخ السيرة النبوية وتدوين الشعر، وبعض المراقبات الفلكية والتجارب الكيميائية مثل العالم جابر بن حيان.
ومن أشهر المدارس المدرسة السيمساطية التي تقع شمال الجامع الأموي (دمشق).

#### الدولة العباسية
نتيجة الصراع بين العباسيين والأمويين تراجع دور دمشق كثيرًا في بداية العصر العباسية، ولكن عاد إليها الدور إلى جانب حلب كمراكز إشعاع ثقافي وتعليمي.
وأهم المراكز العلمية في تلك الفترة كانت في مدن دمشق وحلب وقنسرين والرها وغيرها من المدن السورية. وازدهرت فيها حركة الترجمة من السريانية إلى العربية، وازدهرت العلوم المتنوعة من طب وفلك وكيمياء وبصريات ورياضيات وفلسفة وغيرها.

### عهد الخلافة العثمانية
تراجع العلم كثيرًا نتيجة الحروب والفقر والمجاعات والأوبئة، فكان التلاميذ يتلقون العلم في المساجد، وفي الكتاتيب. وكانت مادة التدريس الأساسية هي حفظ القرآن وتلاوته، وكثيرًا ما استُعمِلَتْ مساجد القرى كمدارس. ولم تكن الحكومة تنفق على المدرسين أو على أبنية المدارس، بل كانت المدارس تدين بوجودها إلى تبرعات المحسنين
وظل الحال كذلك حتى مجيء الجيوش المصرية بقيادة إبراهيم محمد علي باشا (1831 -1840) وتحرير سوريا من الاحتلال العثماني، فعمل على ترميم المكتبات، وإنشاء المدارس وتطبيقه برنامجًا واسعًا للتعليم الابتدائي على نمط النظام الذي جرى تطبيقه في مصر.

#### عهد النظيمات حتى تحرير سوريا من العثمانيين
بعد عودة العثمانيين لتولي الحكم في سوريا، وانهزام الوالي محمد علي على يد الجيوش الإنكليزية والفرنسية، سيطرت السلطة العثمانية على التعليم الحكومي، وانقسم التعليم إلى مرحلتين:
- المرحلة الابتدائية: نص نظام المعارف على وجود مدرسة ابتدائية في كل قرية أو على الأقل في كل قريتين على أن يدفع أهل القرية نفقات إنشاء المدرسة وتعميرها، ومخصصات المعلمين فيها، والتعليم في هذه المرحلة إلزامي ومدته أربع سنوات. والمناهج كانت تتضمن العلوم الدينية والقراءة والكتابة باللغة التركية، والحساب والعلوم والجغرافيا والتاريخ. ولا تتضمن هذه المرحلة تعليم أية لغة أجنبية.
- المرحلة الرشدية: أيضًا فقد نص نظام المعارف على وجود مكتب رشدي واحد في كل بلد يتجاوز عدد سكانه 500 بيت شرطة أن يكونوا مسلمين أو مسيحيين، أما إذا كان أهالي البلد مختلفين فيجب أن يقدر عدد السكان بـ 1000 بيت ويتحمل صندوق إدارة معارف الولاية جميع نفقات إنشاء المدارس الرشدية، ويعين في كل مدرسة عدد من المعلمين يتناسب وعدد التلاميذ فيها، ومدة الدراسة في هذه المرحلة أربع سنوات وكانت المناهج هي العلوم المدنية والتركية ومبادئ العربية والفارسية كون الأخيرة لغة مساعدة في درس الأدب العثماني وأيضًا في هذه المرحلة لا يتم تدريس أية لغة أوروبية.

#### إحصائيات عن عدد المدارس والتلاميذ في أواخر العهد العثماني

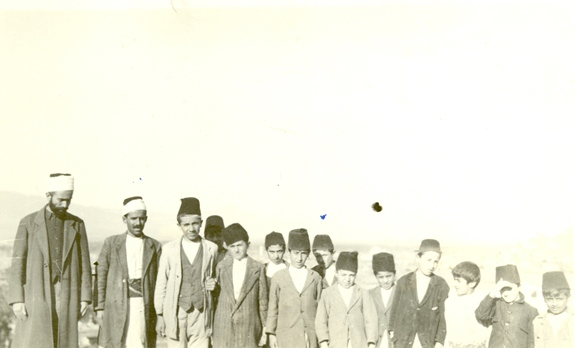
أساتذة وطلاب مسلمون في إنطاكيا -سورية حوالي عام 1919 -1920

- في دمشق: بلغ عدد المدارس الابتدائية في سنة 1298ه/ 1880 م في مدينة دمشق فقط 103 مدارس ابتدائية منها 19 مدرسة مختلطة ضمت 567 تلميذًا وتلميذة و16 مدرسة للآناث ضمت 498 تلميذة. و68 مدرسة للذكور ضمت 2579 تلميذا، كما وجد في مدينة دمشق مدرسة رشدية عسكرية ضمت 265 تلميذًا مدرسة اعدادية عسكرية ضمت 80 تلميذا، وزاد الاقبال على المدرسة الرشدية العسكرية في الشام فبلغ عدد طلابها في 1314ه/1896م (585) تلميذًا. ووجد في دمشق مدرسة اصلاح خانة ضمت 116 تلميذًا ولم يتجاوز عدد المدارس في اقضية لواء دمشق الأخرى 81 مدرسة منها 24 في قضاء البقاع و13 في قضاء وادي العجم، ولم تذكر إحصائيات ولاية سورية شيئًا عن مدارس أقضية النبك وحاصبيا وراشيا. ولم يكن يوجد في قضاء القلمون الذي ضم أكثر من أربعين قرية سوى 35 مدرسة ضمت 900 تلميذ بينما تجاوز عدد السكان فيه اربعين الف نسمة.
- في حماة: أما لواء حماه فكان اقل تقدمًا في الناحية العملية من لواء دمشق، ويعود ذلك إلى عدم اهتمام الولاية بالمعارف في اللواء وعد اهتمام الأهالي بالتعليم. لذا كانت معظم مدارس حماه كتاتيب صغيرة. وبلغ عدد المدارس فيها في سنة 1303ه/ 1885م (22) مدرسة ابتدائية ضمت 1250 تلميذًا ومدرسة رشدية ضمت (40) تلميذا.
- في حمص: أما عدد المدارس في حمص كما ورد في احصائيات الولاية. فقد بلغ في سنة 1885 (21) مدرسة ابتدائية ضمت (840) تلميذًا ولم يكن في حمص مدارس ابتدائية للإناث. ووجد فيها مدرسة رشدية واحدة ضمت (30) تلميذًا.
- في حوران وجبل العرب: لكن حالة المعارف في لواء حوران كانت متأخرة، بالرغم من الجهود التي بذلتها الولاية في نشر المعارف وتعميم المدارس بين السكان. ففي سنة 1885 كان في لواء حوران مدرسة رشدية واحدة في القنيطرة، بلغ عدد التلاميذ فيه (28) تلميذًا و27 مدرسة ابتدائية موزعة على قرى اللواء، وكان عدد طلابها (462)طالبًا.

#### المدارس الخاصة
حالة المدارس الحكومية في ولاية سورية لم تكن كافية، كذلك كانت الحالة التعليمية فيها متأخرة ومتخلفة، بالإضافة إلى أنها لا تدرس اللغة العربية، مما أدى إلى إقبال الطلاب على الدراسة بالمدارس الخاصة التي تخرج منها كبار رجالات الأدب والعلم والتنوير في بلاد الشام.
ومن أهمها:
- المدارس الآسية: تأسست في 1840 ميلادية بعد رحيل جيوش محمد علي، وكلمة آسية تعني العمود وجمعها أواسي. وكانت المدارس الآسية تدرس عددًا كبيرًا من فروع العلم، كاللاهوت والقانون والطب والتجارة والموسيقى والفلسفة وآداب اللغات، وكادت تضاهي الجامعة الأميركية في بيروت لولا تدميرها وإحراقها وإعدام جميع المدرسين والتلاميذ في مذبحة 1860.[1]
- جمعية المقاصد الخيرية التي تأسست في عهد ولاية مدحت باشا ان تنشئ في دمشق 8 مدارس بلغ عدد تلاميذها نحو (1200) تلميذ، كما أنشأت الجمعية مدرسة للبنات استوعبت (150) تلميذة، وكان الانفاق على هذه المدارس من تبرعات المحسنين.
- الجمعية الخيرية الإسلامية التي تأسست في سنة 1913 في حمص.
- مدارس الإناث: فهي مدرسة الروم الأرثوذكس والمدرسة الإنكليزية والمدرسة اليسوعية والمدرسة اللعازرية والمدرسة الإنكليزية الإسلامية ومدرسة الكاثوليك في الميدان والمدرسة الإنكليزية في الميدان وما لبثت الطائفة الأرثوذكسية في الميدان أن أضافت إلى مدرسة الذكور الملصقة بكنيسة حنانيا الرسول مدرسة للإناث وايضًا باسم مدرسة القديس حنانيا الرسول.

### منذ ثورة 8 آذار وحتى اليوم
مع قيام ثورة الثامن من آذار وانهيار الحكم الإقطاعي وانتشار الاشتراكية، اهتمت الحكومة السورية بنشر التعليم المجاني، فعمدت إلى بناء المدارس والمعاهد والجامعات.

## مراحل التعليم في سوريا

### التعليم ما قبل الجامعي
رياض الأطفال:
وهي مرحلة تعليم غير إلزامية مدتها من سنتين لثلاث، حسب المنهج المتبع في كل روضة (حضانة - تحضيري) ولا توجد رياض أطفال رسمية بل تكون مملوكة من القطاع الخاص أو تابعة لجمعيات أهلية أو الاتحاد العام النسائي السوري، وبعض المؤسسات الحكومية وتكون مخصصة لأبناء العاملات فيها.
التعليم الأساسي:
وهو مرحلة تعليم إجباري والزامي ومجاني، وحق لكل طفل بلغ السادسة، وتقسم إلى:
- حلقة أولى من الصف الأول وإلى الصف السادس. ويتعلم فيها الطفل الكتابة والإملاء والحساب ومبادئ العلوم الطبيعية والجغرافيا والتاريخ واللغة الإنكليزية.
- حلقة ثانية من الصف السابع إلى الصف التاسع. وفيها يتابع الطفل التعلم بشكل موسّع، ومن الصف السابع يتعلم لغة أجنبية ثانية إما الفرنسية أو الروسية.

التعليم الثانوي:
وهو مرحلة تعليم غير إجبارية لكنها مجانية، من الصف العاشر حتى البكالوريا وتقسم إلى:
- التعليم الثانوي العام (علمي - أدبي).
- التعليم الثانوي المهني (تجارة - صناعة - نسوي - زراعة - سياحة وفنادق - معلوماتية - والعديد من الأفرع الأخرى).
- التعليم الثانوي الشرعي.

### التعليم العالي

#### الجامعات الحكومية
هنالك عدة أنظمة تعليم متبعة في الجامعات الحكومية: دوام كامل - تعليم موازي - تعليم مفتوح

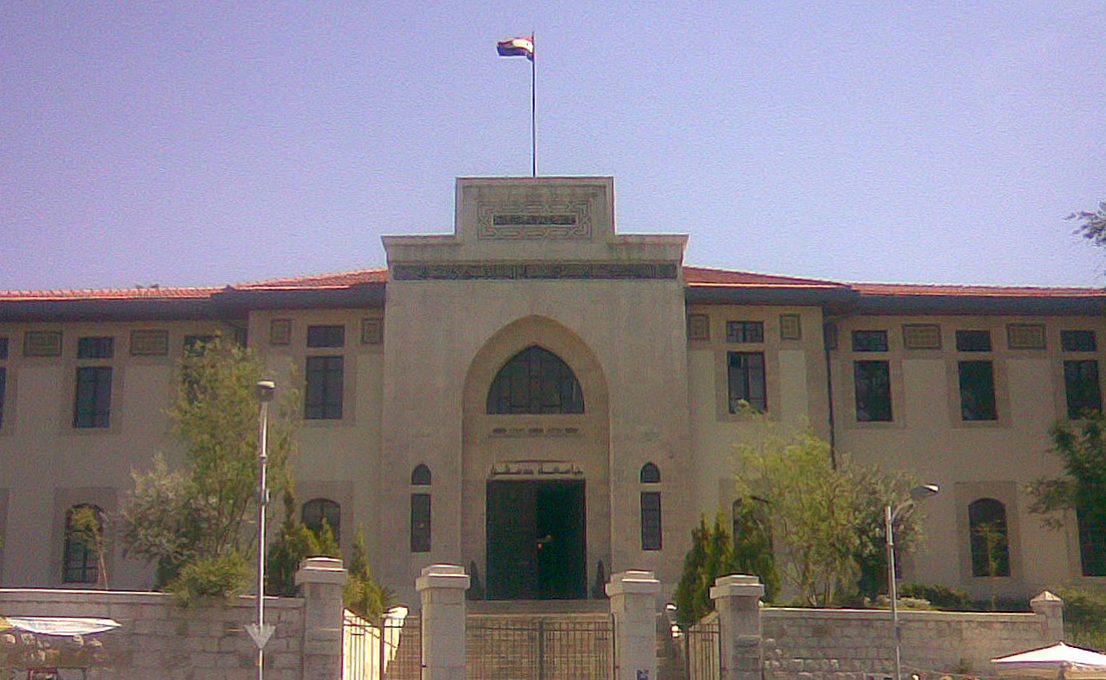
جامعة دمشق

- جامعة دمشق: تأسست عام 1923 باسم الجامعة السورية، وفي عام 1958 تم تغيير الاسم لجامعة دمشق.[2] ومقرها دمشق ولها فرع في محافظة درعا ومحافظة السويداء.

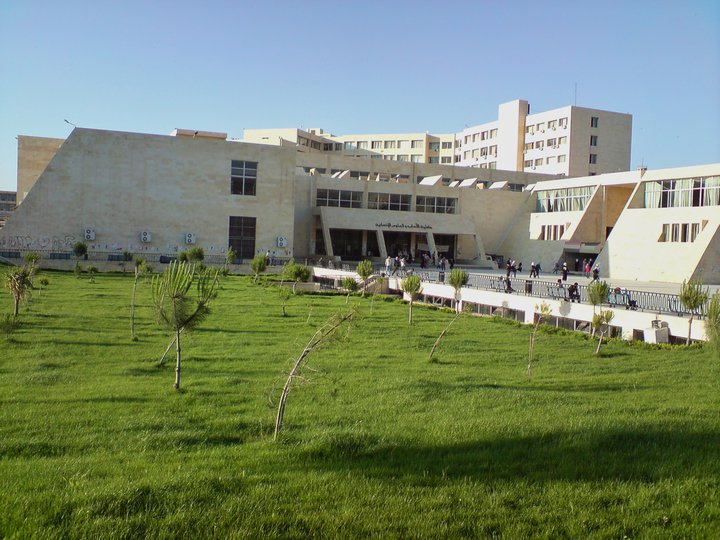
جامعة حلب، كلية الآداب والعلوم الإنسانية

- جامعة حلب: تأسست عام 1958 وهي ثاني أكبر جامعات البلاد. ومقرها مدينة حلب شمال سوريا، ولها فرع في محافظة إدلب.

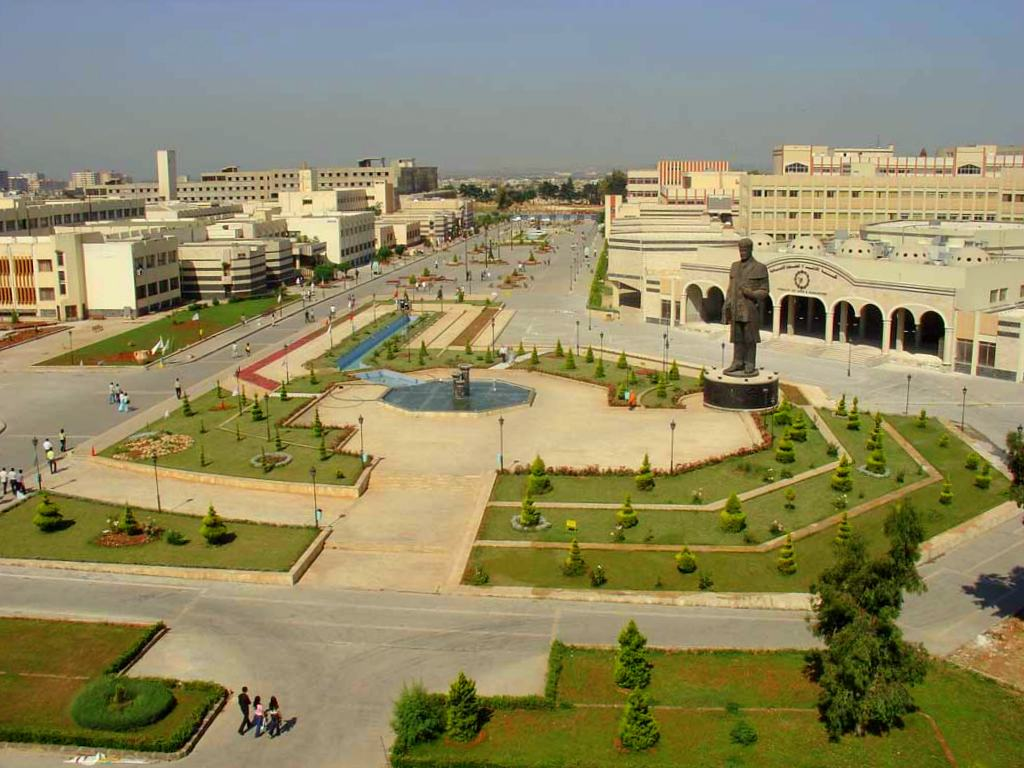
جامعة حمص

- جامعة حمص: ومقرها حمص، تأسست عام 1979.وتضم اختصاصات غير موجودة في بقية الجامعات السورية مثل كلية الموسيقى، الهندسة البتروكيميائية.
- جامعة تشرين: ومقرها اللاذقية، تأسست عام 1971 تحت مسمى جامعة اللاذقية، وفي عام 1975 تم تغيير اسمها إلى جامعة تشرين احتفالا بانتصار تشرين 1973.[3]

- جامعة الفرات: مقرها دير الزور تأسست عام 2006.[4]

- جامعة طرطوس: مقرها مدينة طرطوس، كانت تتبع جامعة تشرين، وفي عام 2015 صدر المرسوم التشريعي رقم 2، الذي نص على إنشاء جامعة طرطوس.[5]

- جامعة حماة: ومقرها مدينة حماة، ولها فرع في مدينة سلمية، كانت تتبع جامعة حمص، وفي عام 2014 صدر للمرسوم التشريعي رقم 19 الذي نص على إنشاء جامعة حماة.[6]

- الجامعة الافتراضية السورية

#### الجامعات الخاصة
- جامعة الأندلس
- جامعة الوادي الدولية الخاصة
- جامعة إيبلا الخاصة
- جامعة اليرموك الخاصة
- جامعة قاسيون الخاصة للعلوم والتكنولوجيا
- جامعة القدموس الخاصة
- جامعة المأمون الخاصة للعلوم والتكنولوجيا
- جامعة الفارابي للدراسات العليا
- الجامعة العربية الدولية الخاصة
- جامعة الاتحاد
- جامعة القلمون
- جامعة الشام الخاصة
- الجامعة الخاصة للعلوم والفنون
- جامعة الحواش الخاصة
- الجامعة الوطنية الخاصة
- جامعة الجزيرة الخاصة
- الجامعة المتحدة الخاصة
- جامعة العلوم والفنون
- الجامعة الدولية الخاصة للعلوم والتكنولوجيا
- جامعة الرشيد الدولية الخاصة للعلوم والتكنولوجيا
- أكاديميات ومعاهد متوسطة وعالية، منها ما هو تابع لوزارات وهيئات عامة مختلفة من غير وزارة التعليم العالي. كنادي الأولمبياد العلمي السوري التابع لست هيئات حكومية وغير حكومية

المعاهد العالية
- المعهد العالي للعلوم التطبيقية والتكنولوجيا
- المعهد العالي لإدارة الأعمال
- المعهد العالي للفنون المسرحية

## نسبة القادرين على القراءة والكتابة
نسبة القادرين على القراءة والكتابة بالبلد: 83.1% (حسب إحصائية 2006) ويشكل منهم الذكور: 86.0% والإناث: 55.9%، وبهذا تحتل سوريا المرتبة التاسعة عربيا في محو الأمية.

## نظرة عامة
معظم التعليم ما بعد الثانوي يدفع ويدعم من الدولة بشكل كامل. ومع الزيادة السكانية ولاهتمام الدولة بتوفير الاختيارات في مجال التعليم العالي، أقرت الحكومة السورية في عام 2001 بالسماح بوجود جامعات وكليات خاصة داخل البلاد. تزداد حصة التعليم في ميزانية الدولة السورية مع مرور السنين لكنها لا زالت لا تتوافق مع نسب الزيادة السكانية بها. في عام 2003 ميلادية كان نصيب التعليم من ميزانية الدولة ما يقارب 8.6%.
تعتبر التسعة الأعوام الأولى من التعليم الأساسي في سوريا وهي للأطفال ما بين 6-11 سنوات إجبارية ومجانية لجميع المقيمين في الجمهورية العربية السورية. ويقدر نسبة المشاركين في هذه المرحلة ما يقارب 100% من الجنسين..

## مناهج التعليم
كجزء من المنظومة التعليمية المتكاملة بدء من رياض الأطفال وصولا إلى التعليم الجامعي والأكاديمي العالي، وتتضمن المرحلة الثانوية منها على 3 سنوات من التعليم المهني التجاري أو الصناعي أو الزراعي أو العام، يتبعها 3 سنوات من التعليم المهني أو الأكاديمي وكذلك معاهد الدراسات المتوسطة والعالية والدراسة الجامعية، بالإضافة إلى إلاهتمام بالتعليم الهندسي بكافة فروعه هناك التعليم التجاري والطبي والحاسب الألي والمهني وكافة التخصصات.

## الجامعات الحكومية التخصصية

### المعهد العالي لإدارة الأعمال
المعهد العالي لإدارة الأعمال يوفر دراسة أكاديمية متقدمة وهـو أول جامعـة تخصصيـة حكومية فـي سوريـا تدرس إدارة الأعمـال أُحدثـت بالقانـون (40) لعـام  2001، تم إنشاء المعهد العالي لإدارة الأعمال HIBA في عام 2001 من قبل الدكتور محمد ماهر مجتهد.
يمارس المعهـد الكثيـر مـن نشاطاتـه ضمـن إطـار مشروع متميّز للتعـاون مـع الاتحـاد الأوربـي.

### المعهد العالي للعلوم التطبيقية والتكنولوجيا
تأسس المعهد العالي للعلوم التطبيقيّة والتكنولوجيا عام 1983. يهدف المعهد إلى إعداد أطر مؤهّلة للبحث العلمي والتقاني في جميع ميادين العلوم التطبيقيّة والتكنولوجيا لتساهم بفعاليّة في عمليّة التنمية العلميّة والاقتصاديّة في سوريا.

### المعهد العالي للغات
أحدث المعهد العالي للغات عام 1995 كمركز لتعليم اللغات ومن ثم تحول إلى المعهد العالي للغات بموجب المرسوم رقم (384) تاريخ 15/10/2006  كإحدى المؤسسات التعليمية في قطاع التعليم العالي في مجال تعليم اللغات.
ويقوم المعهد بمنح الدرجات العلمية في تعليم اللغات لمرحلة ما بعد درجة الإجازة الجامعية وهي:
- دبلوم التأهيل والتخصص في تعليم اللغات.
- ماجستير التأهيل والتخصص في تعليم اللغات.
- ماجستير الدراسات العليا في تعليم اللغات.
- الدكتوراه.

## الجامعة الافتراضيّة السوريّة

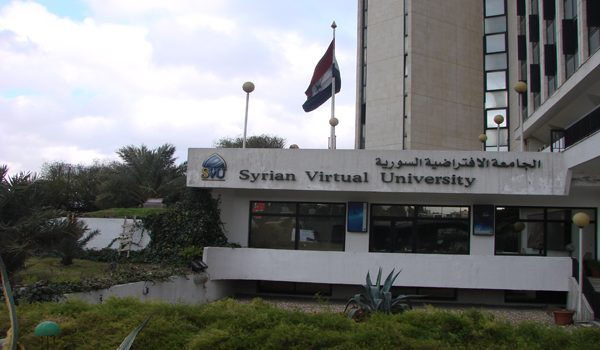
الجامعة الإفتراضية السورية

في سبتمبر/أيلول من عام 2002 ميلادية، تم أنشاء أول جامعة افتراضية في سوريا وسميت بالجامعة الافتراضيّة السوريّة، حيث يتمكن الطلاب من الحصول على درجات علمية من مؤسسات علمية وجامعات عالمية.
كمان تمكن هذه الجامعة الطلاب من الدراسة عبر شبكة الإنترنت وذلك للحفاظ على راحة الطالب كما تتبع الجامعة أسلوب الامتحان الإلكتروني المؤتمة وذلك لمنع وقوع الظلم أو الأخطاء في التصحيح

## الجامعات الخاصة
بعد صدور المرسوم التشريعي رقم 36 عام 2001 والذي سمح بموجبه إنشاء جامعات خاصة في سوريا تم افتتاح ما يقارب 20 جامعة وأكاديمية خاصة في جميع مناطق سوريا ولمختلف التخصصات العلمية.

## تكنولوجيا المعلومات
يتطلع المسؤولون السوريون إلى إمداد الطلاب بالمهارات اللازمة للتعامل مع مجال تكنولوجيا المعلومات والحاسب الآلي وكذلك إلى إتقان اللغات الأجنبية حيث سيساهم في تطوير الاقتصاد عبر منظومة التعليم في البلاد، ولإنجاح هذه التطلعات، تم تدريس الحاسب الآلي إجباريًا في المدارس الثانوية بالإضافة تم إدخال مناهج لتعليم اللغتي الأنجليزية والفرنسية بدأً من المدراس الابتدائية في البلاد، إضافة لذلك تطورت مستويات التعليم في مجال تكنولوجيا المعلومات في سوريا لتواكب احدث النظم الدولية.

## الحركة الكشفية في سوريا
بدأت الحركة الكشفية في سورية عام 1912, ثم توقفت عن نشاطها خلال الحرب العالمية الأولى، ثم عاودت نشاطها وجرى تكوين الفرق الكشفية عام 1919م، وفي عام 1922م انتشرت الحركة الكشفية في المدارس الابتدائية الرسمية، وفي عام 1924 تم الاعتراف العالمي بالكشافة السورية، تم إيقاف الحركة الكشفية في عام 1982 بحجة إقامة منظمة طلائع البعث واتحاد شبيبة الثورة.
تم إعادة النشاط الكشفي رسميا إلى سورية بقرار من الرئيس السوري بشار الأسد في عام 2006 وما تزال تستمر نشاطاتها في مختلف المحافظات إلى الآن.